# Auchy-la-Montagne
 Auchy-la-Montagne  là một xã thuộc tỉnh Oise trong vùng Hauts-de-France phía bắc Pháp. Xã này nằm ở khu vực có độ cao trung bình 173 mét trên mực nước biển.